# Лчаван
Лчаван (вірм. Լճավան) — село в марзі Гегаркунік, на сході Вірменії. Село розташоване за 13 км на південний захід від міста Варденіс та за 33 км на схід від міста Мартуні, за 3 км на північ від села Макеніс, за 5 км на південь від села Цовак та за 8 км на південний схід від села Карчахбюр. В селі збереглися могили Бронзової доби та церква, зведена у 13 столітті.